# Argiu
Argiu (en llatí Argeius en grec antic Άργεἴος) fou un dels diputats d'Èlide enviats a Pèrsia per cooperar amb Pelòpides l'any 367 aC per contrarestar l'ambaixada espartana i convèncer a Artaxerxes II de Pèrsia Memnon (404 aC–358 aC) de decantar-se pel partit tebà. Xenofont el torna a esmentar durant la guerra entre Arcàdia i Èlide l'any 365 aC, com un dels dirigents del partit democràtic d'Èlide.